# NGC 2060
NGC 2060 est une nébuleuse diffuse provenant des restes d'une supernova. Il s'agit donc d'un rémanent de supernova. Ce rémanent est situé dans la constellation de la Dorade et dans le Grand Nuage de Magellan. NGC 2060 a été découvert par l'astronome britannique John Herschel en 1836 ou en 1837.

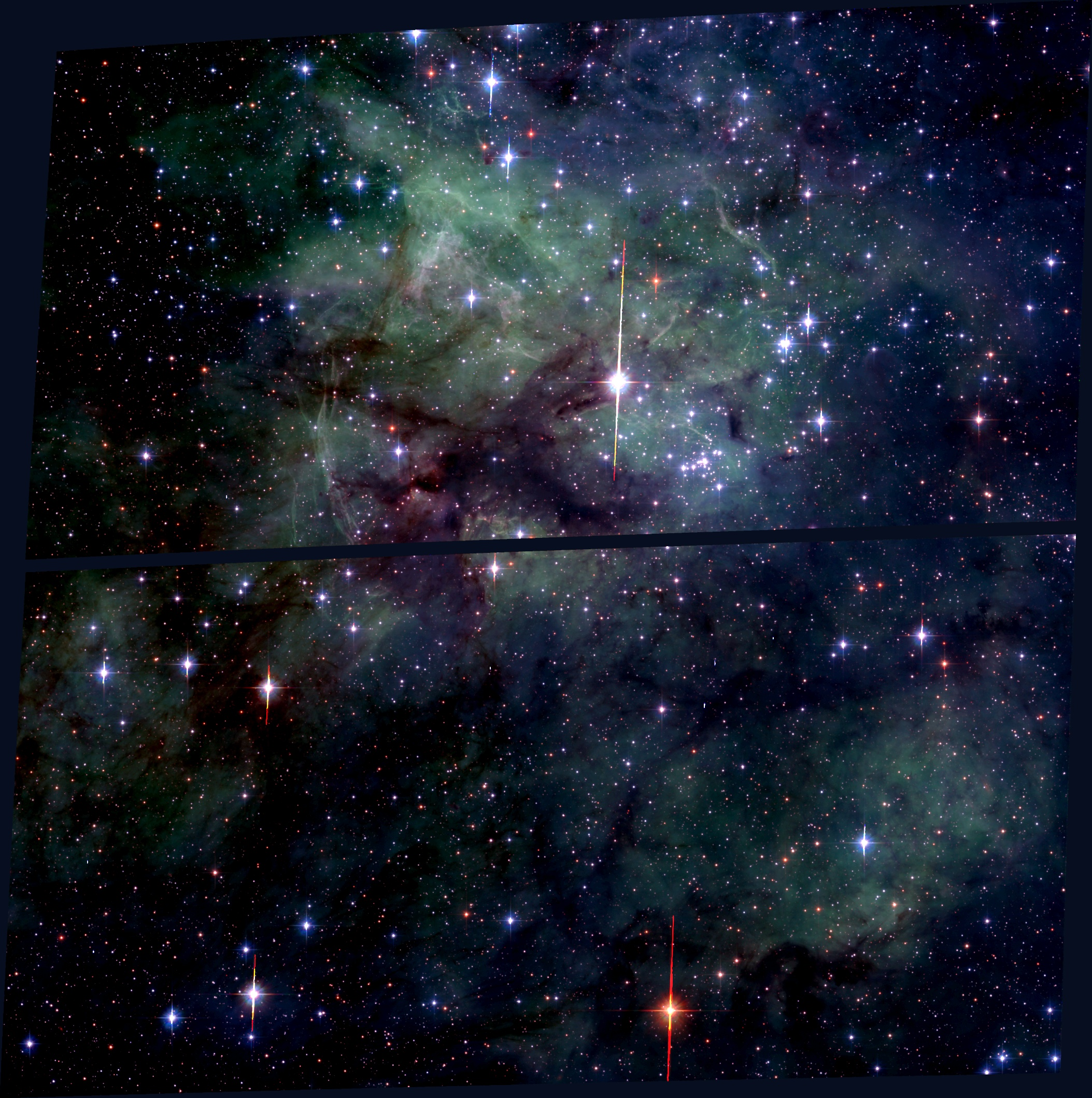
Image de NGC 2060 provenant du télescope spatial Hubble.